# چریوال (کانزاس)
چریوال (به انگلیسی: Cherryvale) شهری در ایالت کانزاس کشور ایالات متحده آمریکا است که جمعیت آن در سرشماری سال ۲۰۱۰ میلادی، ۲٬۳۶۷ نفر بوده‌است.